# トーレ・アンドレ・フロー
トーレ・アンドレ・フロー（Tore André Flo、1973年6月15日 - ）は、ノルウェー・ソグン・オ・フィヨーラネ県ストリン出身の元同国代表サッカー選手。ポジションはFW。
兄のヨーステイン・フロー、いとこのハヴァル・フローも元ノルウェー代表。1998 FIFAワールドカップでは3人揃って出場した。

## 経歴
1994年にソグナル・フトボールでプロデビューをする。1995年トロムセに加入すると得点を量産、翌年SKブランへ加入後も40試合28得点を記録。この活躍によりプレミアリーグチェルシーFCへ移籍をした。
1997年、チェルシーへ移籍、1年目でレギュラーを獲得し15ゴールを記録、リーグカップとUEFAカップウィナーズカップの獲得に貢献。1999-2000シーズンには19ゴールを挙げチェルシーのFAカップ優勝とCLベスト8入りに貢献した。スーパーサブとして使われることも多かったが、チェルシーではジャンフランコ・ゾラとのコンビで活躍した。
その後、ジミー・フロイド・ハッセルバインクの加入によりベンチが多くなり移籍を求めた。
2001年よりスコットランドのレンジャーズへクラブ最高額の1200万ポンドで移籍した。レンジャーズでは得点こそ取っていたものの、成功したとは言えず、2002年よりプレミア復帰を果たしたが、サンダーランドAFCでは自身の不調もありチームは降格した。
その後、イタリアのACシエナ、母国のヴォレレンガ・フォトバルを経て、2007年の1月に元チームメイトのデニス・ワイズが監督を務めるリーズへ移籍するが、フローは怪我でほとんど出場できずリーズは3部リーグに降格した。
現役晩年は母国のソグナル・フトボールへ復帰し引退。引退後は古巣のチェルシーでアカデミーコーチを務め、若手の育成に励んでいる。

## 代表歴

### 出場大会
- ノルウェー代表
  - 1998 FIFAワールドカップ

### 試合数
- 国際Aマッチ 76試合 23得点（1995年-2004年）[3]

| ノルウェー代表 | 国際Aマッチ | 国際Aマッチ |
| 年             | 出場        | 得点        |
| -------------- | ----------- | ----------- |
| 1995           | 4           | 1           |
| 1996           | 4           | 0           |
| 1997           | 12          | 8           |
| 1998           | 14          | 6           |
| 1999           | 9           | 6           |
| 2000           | 11          | 0           |
| 2001           | 5           | 0           |
| 2002           | 4           | 0           |
| 2003           | 10          | 2           |
| 2004           | 3           | 0           |
| 通算           | 76          | 23          |